# 張玉嬿
張玉嬿（英文：Crystal Chang，1966年5月10日—），為台灣演員，國立藝術學院戲劇系畢業（今國立臺北藝術大學），第一部作品《末代儿女情》就入围金钟奖最佳女演员。之后饰演华视《红楼梦》的林黛玉一角稍稍走红，以《惊世媳妇》成名，在台湾有“第一媳妇”之称。她是台湾苦情戏的代表女星，曾與演員謝祖武交往，现今以接拍中國大陆电视剧为主。

## 電視劇

### 台灣
| 年份   | 頻道       | 劇名                                 | 飾演           |
| 1990年 | 台視       | 《末代兒女情》                       | 劉豔容         |
|        | 台視       | 《欣欣劇場》                         |                |
| 1991年 | 台視       | 《碧海情天》                         | 岳琳           |
| 1991年 | 中視       | 《回首天已藍》                       | 唐圓圓         |
| 1991年 | 華視       | 《家有仙妻》                         | 趙素雲         |
| 1991年 | 華視       | 《床邊愛情故事-遊戲的愛》            | 美玲           |
| 1992年 | 台視       | 《那兩個女人》                       | 施恬恬         |
| 1992年 | 華視       | 《秋決》                             | 蓮兒           |
| 1993年 | 華視       | 《包青天－古琴怨》                   | 蔡玉媛         |
| 1993年 | 華視       | 《包青天－天下第一莊》               | 石玉奴         |
| 1993年 | 華視       | 《千言萬語》                         | 何以晴         |
| 1993年 | 華視       | 《歡喜樓》                           | 蘇逸涵         |
| 1993年 | 中視       | 《仙人掌花》                         | 余佩茹         |
| 1994年 | 華視       | 《路長情更長》                       | 田心笛         |
| 1994年 | 華視       | 《七俠五義-蔣平娶親》                | 李雙雙         |
| 1995年 | 華視       | 《今生有約》                         | 夏慧竹         |
| 1995年 | 中視       | 《七夕花》                           | 宋宛儀         |
| 1995年 | 華視       | 《驚世媳婦》                         | 白心蓮、陳文蜜 |
| 1996年 | 華視       | 《再愛我一次》                       | 林玉蓮         |
| 1996年 | 華視       | 《第一世家》                         | 葉琳           |
| 1996年 | 華視       | 《驚世新娘》                         | 黃秋月         |
| 1996年 | 華視       | 《紅樓夢》                           | 林黛玉         |
| 1997年 | 民視       | 《星座女人系列－金牛座》             | 陳秋旻         |
| 1997年 | 華視       | 《施公奇案－龍兒》                   | 石傲霜         |
| 1998年 | 華視       | 《爸爸的本尊》                       | 吳美惠         |
| 1998年 | 民視       | 《江山美人》                         | 李鳳姐         |
| 1999年 | 民視       | 《乞丐郎君千金女》                   | 王寶釵         |
| 1999年 | 公視       | 《將軍碑》                           | 華嫣然         |
| 1999年 | 中視       | 《親親妳是我的寶貝》                 | 江可親         |
| 2001年 | 中視       | 《青蛇與白蛇》                       | 青蛇           |
| 2001年 | 超視       | 《冬天的童話》                       | 容寶兒         |
| 2002年 | 中視       | 《仙鯉奇緣》                         | 金牡丹         |
| 2002年 | 超視       | 《秋天的童話》                       | 江采菱         |
| 2003年 | 華視       | 《愛、謊言、配偶欄－第一單元：謊言》 | 郁文           |
| 2004年 | 八大電視台 | 《燃燒天堂》                         | 楊文琪         |
| 2005年 | 八大電視台 | 《我是男子漢》                       | 米高梅         |
| 2005年 | 台視       | 《我最愛的人》                       | 林秋玉陳秋玉   |
| 2006年 | 華視       | 《媽媽無罪》                         | 江素秋         |
| 2008年 | 中視       | 《陪你到世界的盡頭》                 | 方之勤         |
| 2017年 | 三立台灣台 | 《一家人》                           | 李惠雯         |
| 2023年 | 東森戲劇台 | 《W劇場：因為你如此耀眼》            | 劉美娜         |

### 中國大陸
| 年份   | 頻道     | 劇名                  | 飾演   |
| 2009年 |          | 《娘妻》              | 林秋菊 |
| 2011年 |          | 《老爸的愛情》        | 艾梅   |
| 2011年 |          | 《桃花劫》            | 曾淡云 |
| 2012年 | 湖南衛視 | 《加油妈妈/幸福妈妈》 | 夏菲菲 |
| 2012年 |          | 《妈妈你到底在哪里》  | 吴翠萍 |
| 2015年 | 山東衛視 | 《女人不容易》        | 陈兰   |
| 2018年 | 湖南衛視 | 《老男孩 (電視劇)》   | 陳玉蘭 |

## 舞台劇
| 年份   | 劇團       | 劇名                         | 飾演   |
| 2020年 | 全民大劇團 | 《同學會！同鞋～》           | 張小玉 |
| 2023年 | 綠光劇團   | 《清明時節2023昇華版》       | 李秀卿 |
| 2025年 | 全民大劇團 | 《同學會！同鞋～》十週年巡迴 | 張小玉 |

## 電影
- 《是誰夜夜敲錯門》

## 歌曲ＭＶ
客串《惡魔的新娘》ＭＶ女主角 

## 廣告代言
- 桂格高鐵高鈣奶粉
- 日本美源染髮霜
- 山葉機車廣告
- 誠泰銀行信用卡
- 三得利蜂王乳廣告
- 宏星製藥加味姑嫂丸廣告

## 獎項紀錄
| 年份   | 獲提名         | 獎項                     | 結果 |
| ------ | -------------- | ------------------------ | ---- |
| 1991年 | 《末代兒女情》 | 第26屆金鐘獎戲劇女演員獎 | 提名 |

## 外部連結
- 張玉嬿的新浪博客
- 張玉嬿的新浪微博